# Mario Baffico
Mario Baffico (La Maddalena, 5 febbraio 1907 – Roma, 17 gennaio 1972) è stato un regista e sceneggiatore italiano.

## Biografia
Cineamatore, da giovane si occupa dell'organizzazione di cineclub e di pubblicazioni storiche sul cinema, per iniziare a girare dei documentari professionali, tra cui uno dei più importanti è Giovinezza del 1932.
Dirige il suo primo film, La danza delle lancette, nel 1936, e avrà come aiuto regista Alberto Lattuada; nel 1943, sceglierà di continuare a lavorare nella Repubblica di Salò, presso gli studi di Venezia alla Giudecca dove riuscirà a realizzare due pellicole.
Nel dopoguerra continua ad occuparsi di sceneggiature e documentari anche per la televisione, e dirige l'ultimo film nel 1950.
Muore a Roma nel 1972.

## Filmografia
- Il museo dell'amore (1935) - primo film italiano a colori, mai distribuito[1] ma presentato alla Mostra del Cinema di Venezia[2]
- La danza delle lancette (1936), regia
- Terra di nessuno (1939), sceneggiatura e regia
- Incanto di mezzanotte (1940), soggetto e regia
- Mare (1940), sceneggiatura e regia
- I trecento della Settima (1943), soggetto, sceneggiatura e regia
- Ogni giorno è domenica (1944), sceneggiatura e regia (girato a Venezia)
- Trent'anni di servizio (1945), sceneggiatura e regia (girato a Venezia)
- Amanti senza peccato (1950[3]), sceneggiatura e regia
- Ombre vive (1953/1954 ?) (film mai uscito nelle sale)

## Televisione RAI
- Gli argini, documentario sul Polesine, di Mario Baffico, testo di Gaetano Baldacci, trasmesso il 3 gennaio 1955.
- Su il sipario - La grande illusione, documentario di Mario Baffico. trasmesso il 12 gennaio 1957
- Poltronissima, testi di Mario Baffico, Ettore Scola e Riccardo Morbelli, con Isa Barzizza e Enrico Viarisio, programma di 6 puntate dal 3 ottobre 1957 al 14 novembre 1957.
- Luigi Pirandello, la sua terra e i suoi personaggi, testo di Giovanni Calendoli, regia di Mario Baffico, 23 giugno 1961